# Varšavské staré město
Varšavské staré město (Polsky: Stare Miasto, „Starówka“) je nejstarší historickou čtvrtí města Varšavy. Je ohraničeno Gdaňským nábřežím na březích Wisly a ulicemi Grodzka, Mostowa a Podwale. Je to jedna z nejvýznamnějších turistických atrakcí města.
Ve středu čtvrti se nachází Staroměstské náměstí, kde lze nalézt tradiční polské restaurace, kavárny a obchody. Okolní ulice mají středověkou atmosféru, lze tu najít městské hradby, barbakán a katedrálu Svatého Jana.

## Historie
Varšavské staré město bylo založeno ve 13. století. Původně bylo obklopeno hliněným valem, před rokem 1339 bylo opevněno cihlovými hradbami. Město vyrostlo kolem královského hradu. Tržní (Staroměstské) náměstí vzniklo na konci 13. nebo na počátku 14. století, společně s ulicí, spojující hrad s novým městem na severu.

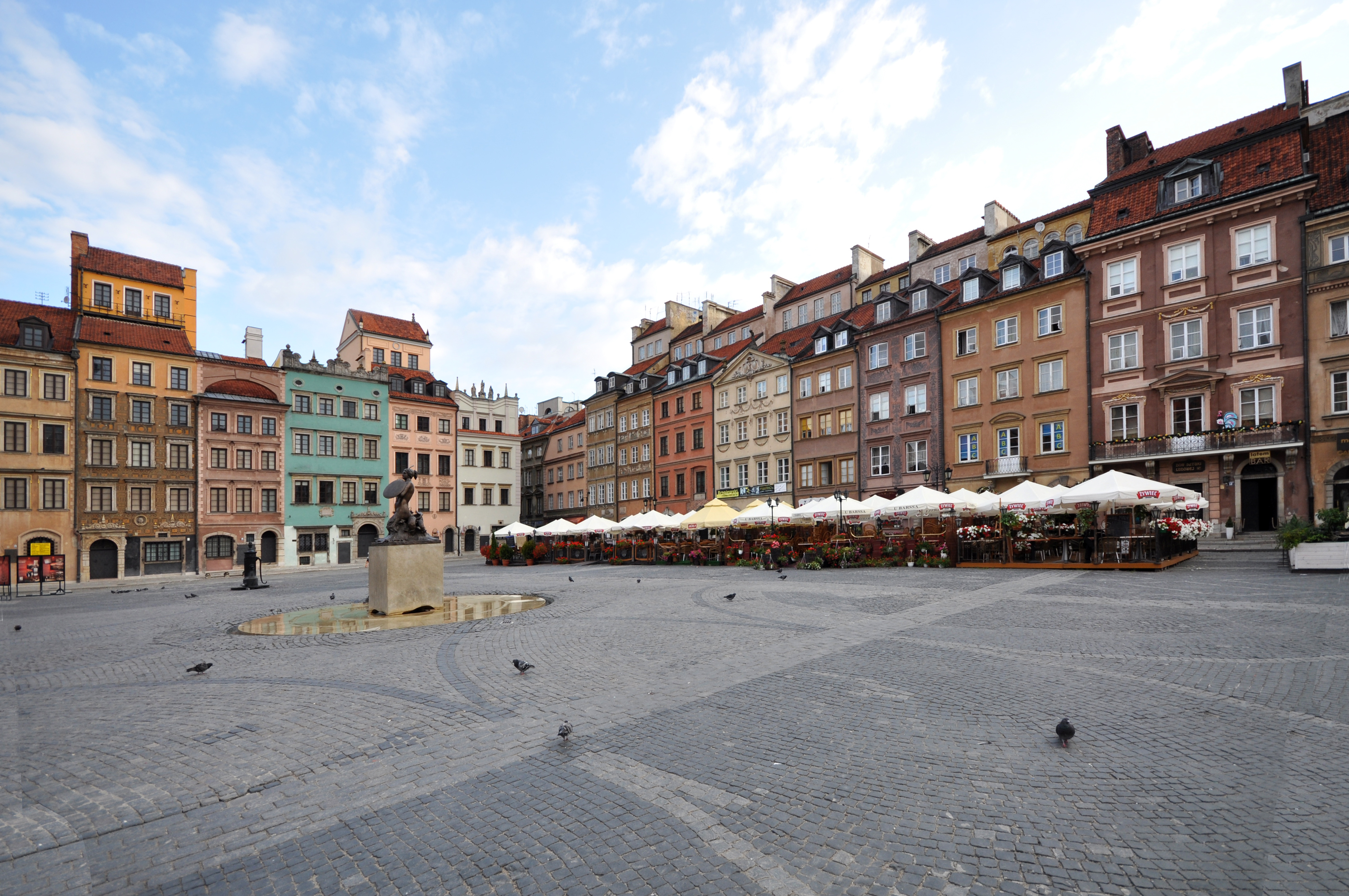
Varšavské staroměstské náměstí

Do roku 1817 byla nejvýznamnější stavbou čtvrti radnice, postavená před rokem 1429. Následně byla přestavěna v roce 1701 Tylmanem z Gamerenu a v roce 1817 zbourána. Od 19. století nesou čtyři strany Staroměstského náměstí jména čtyř Poláků, kteří zde kdysi žili: Ignacy Zakrzewski (jih), Hugo Kołłątaj (západ), Jan Dekert (sever) a Franciszek Barss (východ).
V 19. století ztratilo Staré město v důsledku rychlého rozvoje Varšavy svůj význam obchodního a správního centra města. Většina Starého města byla zanedbávána a osídlena chudšími obyvateli města. Místní orgány se o čtvrť začaly zajímat teprve poté, co Polsko po 1. světové válce znovu získalo samostatnost.
V roce 1918 se královský hrad stal opět sídlem nejvyšších státních orgánů, tentokrát polského prezidenta a jeho kancléřství. Koncem 30. let, když byl starostou Stefan Starzyński, začaly městské orgány navracet Starému městu jeho bývalou krásu. Částečně byl obnoven barbakán a Staroměstské náměstí. Tyto snahy vzaly za své v okamžiku vypuknutí 2. světové války.

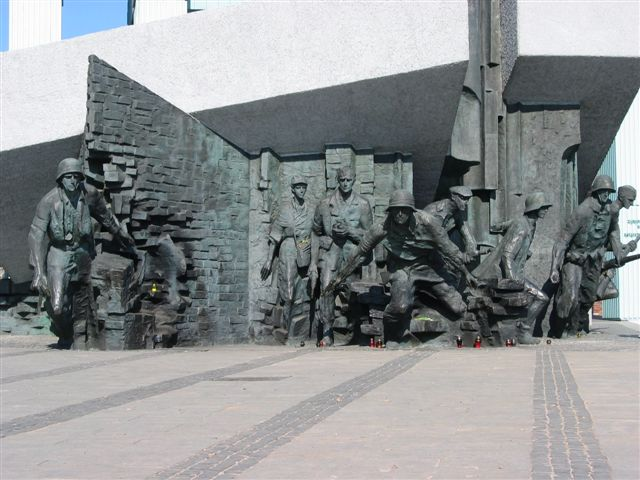
Památník hrdinům Varšavského povstání

Během Invaze do Polska (1939) byla většina čtvrti vážně poškozena německou Luftwaffe, která záměrně cílila na obytné a historicky významné oblasti v rámci teroristického bombardování. Po dobytí Varšavy byly části Starého města obnoveny, ale ihned po Varšavském povstání (srpen – říjen 1944) byla celá čtvrť systematicky zapálena a zničena německou armádou. Povstání nyní připomíná socha „malého povstalce“, která stojí na historických hradbách Starého města.
Po 2. světové válce bylo Staré město ještě jednou do detailů obnoveno. Byl použit veškerý využitelný materiál. Suť byla proseta a získané ozdobné součásti byly vsazeny na svá původní místa. K rekonstrukci byla použita veduta Bernarda Bellota z 18. století stejně jako studentské meziválečné kresby.
Varšavské staré město bylo v roce 1980 zapsáno na seznam světového kulturního dědictví UNESCO jako "výjimečný příklad téměř úplné rekonstrukce historického vývoje od 13. do 20. století".